# (1134) Kepler
(1134) Kepler (parfois orthographié (1134) Képler) est un astéroïde de la ceinture principale aréocroiseur. Il a été baptisé en hommage à Johannes Kepler (1571 - 1630), astronome allemand.